# Micheline Calmy-Rey
Micheline Anne Marie Calmy-Rey (Sion, 8. srpnja 1945.) je švicarski političarka i članica je Socijaldemokratske stranke Švicarske od 1979. godine. Od 2003. je član Švicarskog saveznog vijeća.

## Politička karijera
- 1981. – 1997. Članica Poglavarstva kantona Ženeve.

## Privatno
Udata je i majka dvoje djece. Živi u Bernu i Ženevi.
Micheline Calmy-Rey govori njemački, francuski i engleski jezik.

## Vanjske poveznice
- Službena biografija (njemački)  Arhivirana inačica izvorne stranice od 17. siječnja 2011. (Wayback Machine)